# نیکلاس تورو
نیکلاس جی تورو (به انگلیسی: Nicholas Turro) شیمی‌دان آمریکایی و استاد شیمی در دانشگاه کلمبیا بود. زمینه تخصصی او شیمی آلی و تمرکز تحقیقاتی او در زمینه فتوشیمی آلی بود. از او به عنوان یکی از پیشروترین دانشمندان در زمینه فتوشیمی یاد می‌شود که موفق به کسب جوایز متعددی مانند جایزه آرتور سی کوپ در سال ۲۰۱۱ و جایزه ویلارد گیبس در سال ۲۰۰۰ شد.